# 弗里茨·纳赫曼
弗里茨·纳赫曼（德語：Fritz Nachmann，1929年8月16日—），德国男子雪橇运动员。他曾代表德国联合队和西德参加1964年和1968年冬季奥林匹克运动会雪橇比赛，其中1968年冬季奥运会获得一枚铜牌。